# لي جو يونغ
لي جو يونغ (هانغل: 이주영)؛ مواليد 14 فبراير 1992 هي ممثلة من كوريا الجنوبية.

## مسلسلاتها
- شيء ما في المطر
- مدرس الهيب هوب
- جنية رفع الاثقال كيم بوك جو
- إتايوان كلاس
- أزمنة [3]
- الصفقة[4]

## افلامها
- سمسار (2022)
- Negotiation
- Chae's movies Theater
- A Quite Dream
- Jane
- Jamsil

The Transfer Student
- Living Things
- The beauties of travel
- Sisters on the road
- Encounter
- Baseball Girl

## أغانيها
- Get Out My zone- من مسلسل Hip hop teacher 2017

## وصلات خارجية
- لي جو يونغ على موقع IMDb (الإنجليزية)
- لي جو يونغ على موقع قاعدة بيانات الفيلم (الإنجليزية)